# ميتشيل ر. موريسي
ميتشيل ر. موريسي (بالإنجليزية: Mitchell R. Morrissey)‏ هو محامي أمريكي، ولد في 1957 في دنفر في الولايات المتحدة.